# STX Corporation
STX Corporation é uma Société commerciale générale que atua na área de prestação de serviços de comércio. Com sede em Gyeongsangnamdo, a companhia opera seus negócios através de duas divisões: comércio e manutenção de navios. Sua divisão de comércio provê transporte e materiais de energia, carvão, óleo, aço e outros. Seu negócio de manutenção de navios oferece gerenciamento de carga, seguro, técnicos, gestão de pessoal e outros serviços relacionados. A companhia tinha quatro subsidiárias locais, incluindo STX Offshore & Shipbuilding, STX Engine, STX Heavy Industries, STX PanOcean e STX Energy. STX Offshore & Shipbuilding é a quarta maior construtora de navios do mundo, recentemente adquiriu a construtora de navios norueguesa Aker Yards de maneira a diversificar sua linha de produtos. Como a maior construtora de navios da Europa, Aker Yards tinha a experiência técnica necessária.